# Trimeresurus andersonii
Trimeresurus purpureomaculatus andersoni là một loài rắn trong họ Rắn lục. Loài này được Theobald mô tả khoa học đầu tiên năm 1868.